# Moyamba
Moyamba è un centro abitato della Sierra Leone, situato nella Provincia del Sud e in particolare nel Distretto di Moyamba, del quale è il capoluogo.
| Controllo di autorità | VIAF (EN) 157335644 · LCCN (EN) n2009010063 · J9U (EN, HE) 987008981164005171 |